# Rytel (gmina)
Rytel – dawna gmina wiejska istniejąca w latach 1934–1954 i 1973–1976 w woj. pomorskim/bydgoskim (dzisiejsze woj. pomorskie). Siedzibą władz gminy był Rytel.
Gmina zbiorowa Rytel została utworzona 1 sierpnia 1934 roku w powiecie chojnickim w woj. pomorskim z dotychczasowych jednostkowych gmin wiejskich: Klonia (główna część), Rytel, Zapędowo i Nowa Cerkiew Królewska (część) oraz z obszarów dworskich położonych na tych terenach lecz nie wchodzących w skład gmin. 
Po wojnie gmina zachowała przynależność administracyjną. 6 lipca 1950 roku zmieniono nazwę woj. pomorskiego na bydgoskie. Według stanu z dnia 1 lipca 1952 roku gmina składała się z 6 gromad: Jeziorki, Klonia, Rytel, Sternowo, Zapędowo i Żukowo. Gmina została zniesiona 29 września 1954 roku wraz z reformą wprowadzającą gromady w miejsce gmin.
Gminę Rytel przywrócono w powiecie chojnickim, w woj. bydgoskim wraz z reaktywowaniem gmin z dniem 1 stycznia 1973 roku. 1 czerwca 1975 roku gmina znalazła się w nowo utworzonym („małym”) woj. bydgoskim.
15 stycznia 1976 roku gmina została zniesiona a jej obszar włączony do gmin:
- Chojnice (obszary sołectw Kruszka, Lotyń i Nowa Cerkiew),
- Czersk (obszary sołectw Rytel i Zapędowo).

W 2017 mieszkańcy sołectwa Rytel podjęli inicjatywę zmierzającą do reaktywowania gminy.